# Nikola Ogrodníková
Nikola Ogrodníková (Ostrava, Checoslovaquia, 18 de agosto de 1990) es una deportista checa que compite en atletismo, especialista en el lanzamiento de jabalina.
Participó en dos Juegos Olímpicos de Verano, en los años 2020 y 2024, obteniendo una medalla de bronce de París 2024, en el lanzamiento de jabalina.
En los Juegos Europeos de Cracovia 2023 consiguió una medalla de plata en su especialidad. Ganó una medalla de plata en el Campeonato Europeo de Atletismo de 2018.

## Palmarés internacional
| Juegos Olímpicos   | Juegos Olímpicos  | Juegos Olímpicos  | Juegos Olímpicos |
| Año                | Lugar             | Medalla           | Prueba           |
| ------------------ | ----------------- | ----------------- | ---------------- |
| 2024               | París (Francia)   | Medalla de bronce | Jabalina         |
| Juegos Europeos    |                   |                   |                  |
| Año                | Lugar             | Medalla           | Prueba           |
| 2023               | Chorzów (Polonia) | Medalla de plata  | Jabalina         |
| Campeonato Europeo |                   |                   |                  |
| Año                | Lugar             | Medalla           | Prueba           |
| 2018               | Berlín (Alemania) | Medalla de plata  | Jabalina         |